# Rodolphe Pedro
 (mai 2025).
Motif : large publicité/autopromo. Absence de sources secondaires indépendantes pérennes. confusion entre notoriété d'une entreprise et celle de son dirigeant.
- Archive Wikiwix
- Bing
- Cairn
- DuckDuckGo
- E. Universalis
- Gallica
- Google
- G. Books
- G. News
- G. Scholar
- Persée
- Qwant
- (zh) Baidu
- (ru) Yandex
- (wd) trouver des œuvres sur Wikidata

| 1. | Préciser le motif de la pose du bandeau. | Précisez le motif de la pose du bandeau en utilisant la syntaxe suivante : {{admissibilité à vérifier\|date=mai 2025\|motif=remplacez ce texte par le motif}}                       |
| 2. | Informer les utilisateurs concernés.     | Pensez à avertir le créateur de l'article, par exemple, en insérant le code ci-dessous sur sa page de discussion : {{subst:avertissement admissibilité à vérifier\|Rodolphe Pedro}} |

Rodolphe Pedro, né le 27 mai 1979 à Aigle en Suisse, est un homme d'affaires franco-suisse, fondateur de l'UNIFI, université des métiers de la vente[réf. nécessaire].

## Biographie
Né en Suisse, originaire d’un milieu populaire et sans formation préalable, il crée en 1997 la Compagnie française de Conseil et d’Investissement (CFCI) une société financière indépendante présente au niveau national.
En 2009, il crée une université de la finance (UNIFI) à Lyon à destination des jeunes des quartiers sensibles,.
En 2012, il est mis en cause dans une affaire d'extorsion de fonds avant d'être blanchi en 2014,.